# 외스테르예틀란드주

외스테르예틀란드 주의 문장

외스테르예틀란드 주의 위치

외스테르예틀란드주(스웨덴어: Östergötlands län)는 스웨덴 남동부에 위치한 주로 주도는 린셰핑이며 면적은 10,562km2, 인구는 429,852명(2011년 기준)이다. 남쪽으로는 칼마르주, 남서쪽으로는 옌셰핑주, 북쪽으로는 베스트라예탈란드주와 외레브로주, 북쪽으로는 쇠데르만란드주와 접하며 동쪽으로는 발트해와 접한다.

## 자치시

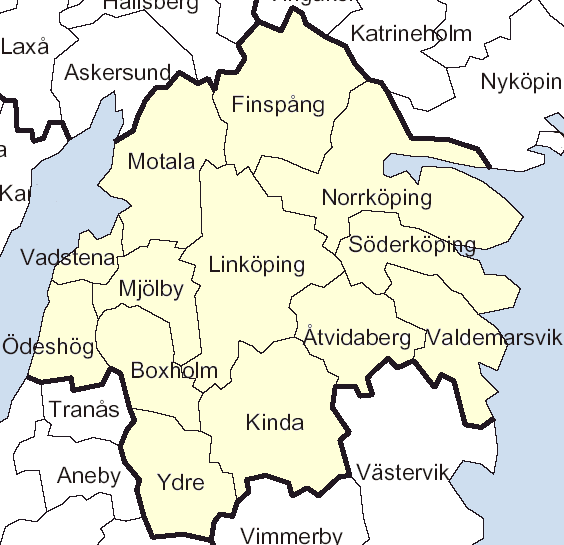
외스테르예틀란드 주의 자치시

외스테르예틀란드주는 13개 자치시로 구성되어 있다.
- 복스홀름시 (Boxholm)
- 핀스퐁시 (Finspång)
- 신다시 (Kinda)
- 린셰핑시 (Linköping)
- 미엘뷔시 (Mjölby)
- 모탈라시 (Motala)
- 노르셰핑시 (Norrköping)
- 쇠데르셰핑시 (Söderköping)
- 바스테나시 (Vadstena)
- 발데마르스비크시 (Valdemarsvik)
- 위드레시 (Ydre)
- 오트비다베리시 (Åtvidaberg)
- 외데스회그시 (Ödeshög)